# Festival Internacional de Cine de Cannes de 1956
La 9ª edición del Festival Internacional de Cine de Cannes se desarrolló entre el 23 de abril a 10 de mayo de 1956. La Palma de Oro fue otorgada a El mundo del silencio de Jacques-Yves Cousteau y Louis Malle. El festival se abrió con María Antonieta, reina de Francia, dirigida per Jean Delannoy i tancada amb Il tetto de Vittorio De Sica.
En un intento de resolver algunos problemas causados por el clima de la Guerra Fría de la época, como el trato especial hacia los estadounidense (que apoyaban financieramente en el festival) que molestaba en el bloque del Este, se había tomado la decisión de retirar películas bajo ciertas condiciones. Esta decisión se tomó durante el festival, y se vio como una censura. En 1956 se decidió eliminar toda esta censura de la selección y así comenzar una nueva era en el festival.

## Jurado

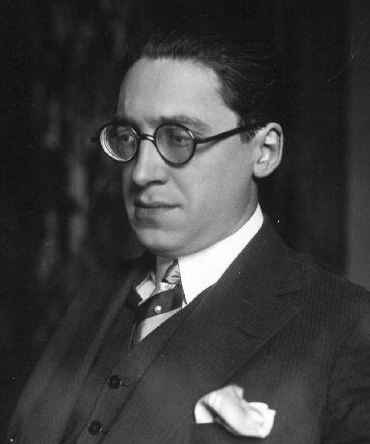
Maurice Lehmann, presidente del jurado

Las siguientes personas fueron nominadas para formar parte del jurado de la competición principal en la edición de 1956:
- Maurice Lehmann (Francia) Presidente
- Arletty (Francia)
- Louise de Vilmorin (Francia)
- Jacques-Pierre Frogerais (Francia)
- Henri Jeanson (Francia)
- Domenico Meccoli (Italia)
- Otto Preminger (EE. UU.)
- James Quinn (Gra Bretaña)
- Roger Regent (Francia)
- María Romero (Chile)
- Sergei Vasilyev (URSS)

Cortometraje
- Francis Bolen (Bélgica)
- Antonin Brousil (Checoslovaquia)
- Henri Fabiani (Francia)
- Paul Grimault (Francia)
- Jean Perdrix (Francia)

## Selección oficial
Las siguientes películas compitieron por la Palma de Oro:

### En competición – películas
- Tarde de toros de Ladislao Vajda
- Seido no Kirisuto de Minoru Shibuya
- Dalibor de Václav Krška
- Una muchacha de negro (To Koritsi me ta mavra) de Michael Cacoyannis
- Hanka de Slavko Vorkapić
- Más dura será la caída de Mark Robson
- La escondida de Roberto Gavaldón
- Crónica de un ser vivo (Ikimono no kiroku) de Akira Kurosawa
- Mañana lloraré de Daniel Mann
- Totxka parva de Boyan Danovski
- Shabab emraa de Salah Abu Seif
- El hombre del traje gris de Nunnally Johnson
- El hombre que sabía demasiado de Alfred Hitchcock
- El hombre que nunca existió de Ronald Neame
- María Antonieta, reina de Francia de Jean Delannoy
- Körhinta de Zoltán Fábri
- La madre (Mat) de Mark Donskoi
- Mozart de Karl Hartl
- El misterio de Picasso (Le mystère Picasso) de Henri-Georges Clouzot
- Otelo de Sergei Yutkevich
- Pather Panchali de Satyajit Ray
- El cavall fantasma (Maboroshi no uma) de Koji Shima
- Afacerea Protar de Haralambie Boros
- Il ferroviere de Pietro Germi
- Poema pedagógico (Pedagogicheskaya poema) de Aleksei Maslyukov y Mechislava Mayevskaya
- Il tetto de Vittorio De Sica
- Les gavines moren al port (Meeuwen sterven in de haven) de Roland Verhavert, Ivo Michiels y Rik Kuypers
- Set Years in Tibet de Hans Nieter
- L'ombra (Cien) de Jerzy Kawalerowicz
- Shevagyachya Shenga de Shantaram Athavale
- El mundo del silencio (Le Monde du silence) de Jacques-Yves Cousteau y Louis Malle
- Sonrisas de una noche de verano (Sommarnattens leende) de Ingmar Bergman
- Sob o Céu da Bahia d'Ernesto Remani
- Talpa d'Alfredo B. Crevenna
- El Último perro de Lucas Demare
- Toubib el affia de Henry Jacques
- Walk Into Paradise de Lee Robinson
- Gli innamorati de Mauro Bolognini
- Yield to the Night de J. Lee Thompson

### Cortometrajes en competición
Los siguientes cortometrajes competían para la Palma de Oro al mejor cortometraje:
- Aéroport de Luxembourg de Philippe Schneider
- Andre Modeste Gretry de Lucien Deroisy
- Le Ballon rouge de Albert Lamorisse
- Bwana Kitoko de André Cauvin
- Ciganytanc de Tamas Banovich
- Columbia Musical Travelark: Wonders of Manhattan de Harry Foster
- La corsa delle rocche de Gian Luigi Polidoro
- Crne vode de Rudolf Sremec
- En de zee was niet meer de Bert Haanstra
- The Face of Lincoln de Edward Freed
- Melodii festivalia de Jerzy Bossak, R. Grigoriev, Ilya Kopalin, Iosif Poselski
- Fuji wa ikiteiru de Kenji Shimomura
- Gateway To the Antartic de Duncan Carse
- Gerald McBoing on Planet Moo o Gerald McBoing! Boing! on Planet Moo de Robert Cannon
- Growing Coconuts de Fali Bilimoria
- Horizons nouveaux de Kurt Baum
- Karius og Bactus de Ivo Caprino
- Kati és a vadmacska de Ágoston Kollányi
- Katsura rikyu de Minoru Kuribayashi
- Loutky Jiriho Trnky de Bruno Sefranek
- L'ase de Magdana (Lurdza magdany) de Tengiz Abuladze y Rezo Chkheidze
- Marinica de Ion Popescu-Gopo
- Nicolae Grigorescu de Ion Bostan
- Parabola d'oro de Vittorio De Seta
- Les pécheurs du cap de Errol Hinds
- Portrait of Soutland de Peter Roger Hunt
- Povest za tirnovgrad de Juri Arnaoudov
- Salut à la France de Ric Eyrich, Thomas L. Rowe
- Salzburger Impressionen de Prof. Hanns Wagula
- The Shepherd de Julian Biggs
- Stvoreni syeta de E. Hofman
- Svedocanstva o tesli de Vladimir Pogacic
- Tant qu'il y aura des bêtes de Braissai
- Teatr lalek de M. Ussorowski
- Together de Lorenza Mazzetti
- Tovarichtch oukhodit v more de Nikita Kurikhin
- Vand fra eufrat de Theodor Christensen

## Palmarés

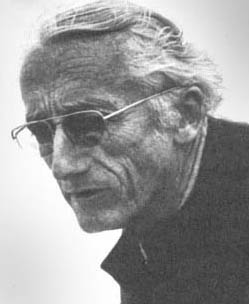
Jacques-Yves Cousteau, ganador de la Palma de Oro

Los galardonados en las secciones oficiales de 1956 fueron:
- Palma de Oro: El mundo del silencio de Jacques-Yves Cousteau y Louis Malle
- Premio del jurado: El misterio de Picasso (Le mystère Picasso) de Henri-Georges Clouzot
- Premio a la mejor dirección:  Sergei Yutkevich per Otelo
- Premio a la interpretación femenina: Susan Hayward por Mañana lloraré
- Mejor Documento humano: Pather Panchali de Satyajit Ray
- Mejor humor poético: Sonrisas de una noche de verano (Sommarnattens leende) de Ingmar Bergman
- Palma de Oro al mejor cortometraje: Le Ballon rouge de Albert Lamorisse
- Mejor corto de ficción: L'ase de Magdana (Lurdza magdany) de Tengiz Abuladze y Rezo Chkheidze
- Mejor documental:
  - Andre Modeste Gretry de Lucien Deroisy
  - La corsa delle rocche de Gian Luigi Polidoro
- Mención especial: Loutky Jiriho Trnky de Bruno Sefranek
- Mención especial - película de investigación: 
  - Together por Lorenza Mazzetti
  - Tant qu'il y aura des bêtes de Braissai

### Premios independentes
Premio OCIC
- Il tetto de Vittorio De Sica
- Mención especial:
  - Il ferroviere de Pietro Germi
  - El hombre del traje gris de Nunnally Johnson
  - Pather Panchali de Satyajit Ray